# Olari (župa Prahova)
Olari je obec v župě Prahova v Rumunsku. Žije zde přibližně 1 800 obyvatel. Součástí obce jsou i dvě okolní vesnice.

## Části obce
- Olari – 683 obyvatel
- Fânari – 368 obyvatel
- Olarii Vechi – 718 obyvatel